# پلایو سوارز
پلایو سوارز (انگلیسی: Pelayo Suárez؛ زادهٔ ۹ ژوئیهٔ ۱۹۹۸) بازیکن فوتبال اهل اسپانیا است.
وی همچنین در تیم‌های ملی فوتبال زیر ۱۶ سال اسپانیا و زیر ۱۷ سال اسپانیا بازی کرده‌است.